# Édouard Huet du Pavillon
Pour les articles homonymes, voir Édouard Huet et Huet.
Édouard Huet du Pavillon est un botaniste français, né le 24 octobre 1819 à Blain et mort le 7 juin 1908 à Genève.

## Biographie
Édouard Huet du Pavillon est le fils d'Edmond Huet du Pavillon, percepteur des contributions directes à Blain, qui sera arrêté pour avoir pris parti pour la duchesse de Berry, et de Mélanie Crouezaud de Launay. Il épouse Mlle de Courten.
Il a fait ses études en Suisse et a enseigné en Lituanie. Il a fondé une école à Genève avec son frère, également botaniste amateur, Alfred Huet du Pavillon (1829-1907). Il a accompagné ce dernier lors d’expédition en Italie ou seul en Suisse et en France.[pas clair]